# José Herrera Acosta
José Francisco Herrera Acosta, (Barranquilla, 24 de julio de 1970) es un administrador de empresas y político colombiano. Fue Senador de la República de Colombia por el Partido Cambio Radical.
Es el tercero de cuatro hermanos: Ivonne, Guillermo y Claudia, sus padres Guillermo Herrera Flórez (fallecido) y María del Carmen Acosta Hormechea, siempre les inculcaron principios y valores cristianos, por lo que se han destacado en su parte profesional y humana. Está casado con la administradora de empresas, Celmira Sánchez de Herrera, tienen tres hijos María Paula, Sofía y José Francisco.

## Biografía
José Herrera desde muy joven mostró gran interés por la creación de empresas, por eso después de terminar sus estudios de secundaria en el Colegio del Sagrado Corazón de Barranquilla, ingresó a la Universidad Autónoma del Caribe en la que se graduó como Administrador de empresas, destacándose por su facilidad en el manejo de números, proyecciones y análisis financiero.
Es especialista en finanzas de la Universidad del Norte y un estudioso de temas como presupuestos, riesgo financiero, micro y macroeconomía y el tema de emprendimiento. Se ha dedicado a crear empresas al lado de sus hermanos como Copiplanos, y los almacenes Kitchen Only y Solid Brass, los cuales son muy reconocidos por su capacidad de innovación y los valores agregados que entregan a los clientes.
Pero sus objetivos no han estado centrados solo en hacer empresas, sino en crear organizaciones socialmente responsables, por eso al mismo tiempo que nacieron las firmas comerciales, desde hace veinte años se integraron a varias fundaciones en las que trabaja por mejorar las condiciones de vida de las familias del sur de Barranquilla y el municipio de Soledad.
Gracias a su gestión muchas madres cabeza de familia han creado microempresas y obtenido un medio para sacar adelante sus familias. Siempre es el encargado de dictar las capacitaciones en emprendimiento y espíritu empresarial y es asesor de proyectos de nuevas empresas sin ninguna remuneración.
Estuvo vinculado al sector bancario, desarrollando carrera en los bancos Occidente y Bancafé, entidades en las que trabajo en el otorgamiento de préstamos para vivienda, teniendo la oportunidad de guiar a muchas familias en hacer realidad su sueño de tener casa propia.
En esa época, en el sector bancario, también se destacó en su trabajo, por la asesoría a microempresarios y comerciantes. En el Centro de atención y Rehabilitación Integral Cari, trabajo como profesional en el área de tesorería, organizando la dependencia y aplicando todos sus conocimientos en el área de finanzas, siendo muy meritorio su desempeño en la gestión pública. Por su experiencia en el sector de la salud pública y su liderazgo fue llamado por el gerente de la Red de Hospitales del Distrito de Barranquilla para ocupar la sub gerencia administrativa y financiera. Cargo en el que se desempeñó durante dos años, dejando resultados positivos en la recuperación de cartera y la modernización en el sistema de pagos.
En el año 2006, ingreso como tesorero a la Secretaria de Hacienda del municipio de Soledad, tendiendo el reto de organizar el sistema de pagos de la segunda ciudad del Atlántico. Por su liderazgo y compromiso social fue propuesto por un grupo de profesionales e integrantes del partido Cambio Radical como candidato al Senado de la República, obteniendo una importante votación que le permitirá representar a los jóvenes en el Congreso de la República.